# Сколопендра гігантська
Сколопендра гігантська (Scolopendra gigantea) — вид багатоніжок з родини Scolopendromorpha, одна з найдовших багатоніжок на Землі.

## Морфологічні ознаки
Довжина тіла — до 30 см. Тіло має 21—23 членики, зовні мідно-рудих або коричневих, кожен із парою членистих яскраво жовтих ніжок, спрямованих у боки. На першому членику, подібно до інших губоногих, пара ногощелеп, на які перетворилася перша пара ніг предків хілопод. Кожна ногощелепа на вершині має гострий серпоподібний кігтик, на якому відкривається проток отруйної залози. Остання пара ніг більше решти, спрямована назад.

## Поширення
Північна та західна частини Південної Америки, острови Карибського моря — Ямайка, Кюрасао, Тринідад тощо. Є відомості, що цей вид зустрічається і північніше — у Мексиці, Гондурасі, на Гаїті, Віргінських островах і навіть у Індії. Сюди, ймовірно, його було випадково завезено, або повідомлення засноване на помилковому визначенні тварини.

## Спосіб життя
Мешкають у тропічних та субтропічних дощових лісах, а також у сухих тропічних лісах, у лісовій підстилці та ґрунті. Парою видовжених ніг на задньому кінці тіла, наче вусиками, вони обмацують простір, якщо треба позадкувати. Ними ж вони чіпляються за стінки підземного ходу, коли якийсь хижак намагається витягти їх звідки.

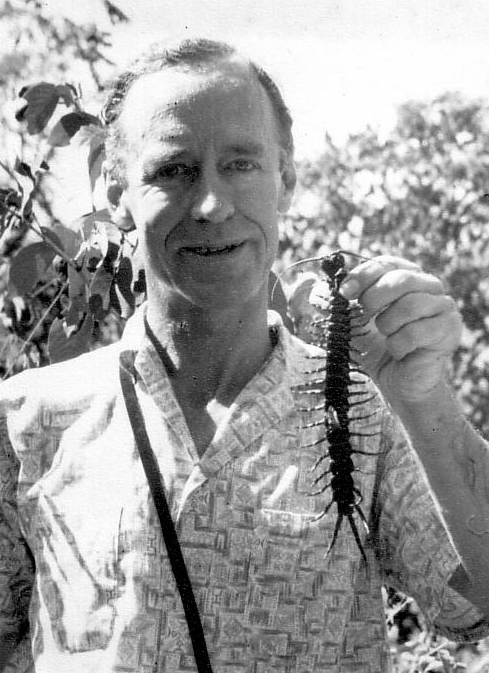
Гігантська сколопендра. Острів Тринідад. Сколопендри кусають людину тільки для самозахисту, наприклад, коли людина необережно стисне її, притримає пальцями тощо. На фото зображена, ймовірно, нежива сколопендра

Тварини ці — хижаки, їх здобич — будь-яка тварина, яку вони здатні здолати. Здебільшого це безхребетні — комахи, павуки, дощові черви та інші. Часом атакують невеликих змій (до 25 см у довжину), ящірок, пташенят, дрібних гризунів, жаб (9,5 см) і навіть кажанів (!), коли ті відпочивають на стінах печер. Здобич хапають передніми ногами, встромлюють у неї ногощелепи, за допомогою яких впорскують у тіло жертви отруту. Потім відгризають шматочки ротовим апаратом і ковтають їх. Їдять досить повільно, із перервами.

## Практичне значення
Отрута гігантських сколопендр для людини не смертельна. Щоправда, відомий один задокументований випадок (1999), коли новонароджена 28-денна дівчинка, яку вкусила сколопендра, померла, можливо, через підвищену чутливість до отрути. Зважуючи на їх екзотичну зовнішність, цих тварин часом тримають вдома у тераріумах.